# Кошмаки
Кошмаки́ — село в Рафалівській селищній громаді Вараського району Рівненської області України. Населення становить 249 осіб.

## Географія
Село розташоване на лівому березі річки Рів.

## Історія
У 1906 році село Рафалівської волості Луцького повіту Волинської губернії. Відстань від повітового міста 80 верст, від волості 10. Дворів 24, мешканців 224.

## Населення
За переписом населення 2001 року в селі мешкало 248 осіб.

### Мова
Розподіл населення за рідною мовою за даними перепису 2001 року:
| Мова       | Відсоток |
| ---------- | -------- |
| українська | 99,60 %  |
| російська  | 0,40 %   |